# Seznam odlikovanj Rdeče armade
Seznam odlikovanj Rdeče armade.

## Redi
- red zmage
- red rdeče zastave
- red Suvorova
- red Ušakova
- red Kutuzova
- red Nakimova
- red Bogdana Hmeljnickega
- red Aleksandra Nevskega
- red domovinske vojne
- red rdeče zvezde
- red za služenje domovini v oboroženih silah Sovjetske zveze
- red slave

## Medalje
- medalja Zlata zvezda
- medalja za hrabrost (Sovjetska zveza)
- medalja Ušakova
- medalja za zasluge v boju
- medalja Nakimova
- medalja za partizane
- medalja za odlično službo pri varovanju mej
- medalja za odličnost v vojaški službi
- medalja za učvrstitev vojaškega prijateljstva
- medalja Obramba Leningrada
- medalja Obramba Moskve
- medalja Obramba Odese
- medalja Obramba Sevastopola
- medalja Obramba Stalingrada
- medalja Obramba Kijeva
- medalja Obramba Kavkaza
- medalja Obramba Arktike
- medalja za osvoboditev Beograda
- medalja za osvoboditev Varšave
- medalja za osvoboditev Prage
- medalja za zavzetje Budimpešte
- medalja za zavzetje Kennigsberga
- medalja za zavzetje Dunaja
- medalja za zavzetje Berlina
- medalja za zmago nad Nemčijo
- medalja za zmago nad Japonsko

## Spominske medalje in znaki
- spominske medalje Rdeče armade
- spominski znaki Rdeče armade